# Christiane Kalss
Christiane Kalss (* 18. August 1984 in Leoben) ist eine österreichische Autorin. Sie lebt in Wien.

## Leben
Christiane Kalss studierte Theater-, Film- und Medienwissenschaft an der Universität Wien und Szenisches Schreiben bei uniT in Graz. 2015/16 war sie Teilnehmerin der Drehbuchwerkstatt München-Steiermark. 
Kalss nahm 2010 an den Werkstatttagen des Wiener Burgtheaters teil. 2014 war sie für den Leonhard-Frank-Preis des Mainfranken Theaters Würzburg nominiert und 2016 für den Stück-Auf-Autorenpreis am Schauspiel Essen. 2016 war sie außerdem mit ihrem Stück Die Erfindung der Sklaverei zum Heidelberger Stückemarkt eingeladen.

## Werke

### Theater
- Hamstersterben (Uraufführung 2011, Theater am Lend, Graz, Regie: Luzius Heydrich)

### Hörspiel
- Tod durch Einatmen von Flüssigkeiten (SWR 2013)
- Der letzte Mensch auf dem Mars (SWR 2015)

## Filmografie
- 2020: Das Glück ist ein Vogerl (Fernsehfilm)
- 2022: Love Machine 2
- 2022: Wir Kinder vom Bahnhof Zoo (Fernsehserie, 8 Folgen, Co-Autorin)
- 2022: Mermaids don’t cry

## Auszeichnungen
- 2009 Dramatikerstipendium des Bundesministeriums für Unterricht, Kunst und Kultur
- 2009 Jakob-Michael-Reinhold-Lenz-Preis der Stadt Jena für ihr Stück Drinnen
- 2010 Startstipendium für Literatur des Bundesministeriums für Unterricht, Kunst und Kultur
- 2011 Wiener Dramatikerstipendium